# Sancho de Larrosa
Sancho de Larrosa (La Garcipollera, principios del siglo XII - Pamplona, 10 de noviembre de 1142), mencionado también como Sancho de Rosas, fue un eclesiástico aragonés, canónigo de Jaca, gobernador de la iglesia de Sasabe y desde 1122 obispo de Pamplona.

## Biografía
Procedente del valle oscense de La Garcipollera, asistió a la escuela catedralicia de Jaca, cercana al monasterio de Sásabe, que dirigía un pariente suyo llamado Aznar de Larrosa y que él mismo dirigiría más adelante.
Fue canónigo de Huesca entre los años 1098 y 1101. Fue un escriba y miniaturista notable. Posiblemente encontró en Alfonso I el Batallador el respaldo para alcanzar la sede episcopal de Pamplona.
Bajo su mandato se terminó la catedral románica de Pamplona iniciada con Pedro de Roda y que se consagró el 12 de abril de 1127 con asistencia del rey. Ese mismo año fundó el hospital de Roncesvalles y diez años después estaba concluido el claustro de la catedral pamplonesa. Bajo su mandato episcopal también se consagraron las iglesias de San Saturnino de Artajona (1126) y San Juan de Ruesta (1130) así como el Santuario de San Miguel de Aralar, segregado del monasterio de Santa María de Zamarce y con su propia comunidad de canónigos regulares de San Agustín (1141).
En esta época los canónigos regulares se extendieron a otras zonas como Roncesvalles y San Miguel de Aralar. 
Posteriormente, con el rey García el Restaurador, al ser el único prelado con su sede dentro de la monarquía recién restaurada, logró que se mostrase generoso con la iglesia de Pamplona a cambio de su apoyo en la consolidación del trono aunque al inicio de su reinado las relaciones se agriaron rápidamente debido a la ruptura del Pacto de Vadoluengo con el rey aragonés Ramiro II y la constante intromisión en los asuntos económicos de la diócesis, actitudes que no cesaros hasta la amenaza de rebelión de los nobles.

## Semblante
En la Crónica de Alfonso VII se le describe como un consejero poco adulador, dispuesto a exponer su parecer por muy crudo que fuese.

| Predecesor: Guillermo | Obispo de Pamplona 1122 – 1142 | Sucesor: Lope de Artajona |